# Bengt Lidner (organist)
Bengt Lidner, död 1754 var en svensk tonsättare och domkyrkoorganist i Göteborg.

## Biografi
Bengt Lidner arbetade i Göteborg. Han antogs 1713 som organist i Maria församling, Helsingborg av borgmästaren Silvius. Han gifte sig den 13 oktober 1714 med jungfrun Christina Frijs. Lidner blev senare organist i Karlskrona storkyrkoförsamling, Karlskrona. 1734 blev han domkyrkoorganist i Gustavi församling, Göteborg. Han var 1718 stadsmusikant i Malmö och omkring 1725 organist i Malmö tyska församling. Lidner avled 1754.
Lidners fru avled 1748. De fick tillsammans två barn Cecilia och Olof. Cecilia Lidner var gift med kyrkoherden Georg Grahl. Olof Lidner blev domkyrkoorganist i Göteborg.

## Musikverk
Tre arior efter honom finns bevarade. De är nedtecknade av organisten Gottfried Lindemann i Karlshamns församling, Karlshamn. Manuskripten ingår i Wensters samling och finns på Lunds Universitetsbibliotek.

### Solosånger
- Andan som öfver the trogna utguten, för sång, två violiner och orgel. Skriven till pingsten.[11]
- Wår broder kiär , för sång, två violiner eller oboer och orgel. Skriven till påskenen.[12]
- Dess Geistes frucht, för sång, två violiner och orgel. Skriven till pingsten.[13]